# 名古屋市立八熊小学校
名古屋市立八熊小学校（なごやしりつ やぐましょうがっこう）は、名古屋市中川区八熊一丁目にある公立小学校。

## 歴史
1925年（大正14年）2月15日、名古屋市八幡小学校を母体とし、名古屋市八熊尋常小学校として創立。名称は1941年（昭和16年）の国民学校令により名古屋市八熊国民学校、1947年（昭和22年）の新学制により名古屋市立八熊小学校と変わり、現在に至っている。

### 児童数の変遷
『愛知県小中学校誌』（2018年）によると、児童数の変遷は以下の通りである。
| 1947年（昭和22年） | 578人  |  |
| 1957年（昭和32年） | 1150人 |  |
| 1967年（昭和42年） | 721人  |  |
| 1977年（昭和52年） | 632人  |  |
| 1987年（昭和62年） | 639人  |  |
| 1997年（平成9年）  | 490人  |  |
| 2007年（平成19年） | 310人  |  |
| 2017年（平成29年） | 305人  |  |

## 通学区域
所管する名古屋市教育委員会は、2018年（平成30年）9月1日現在、中川区のうち、尾頭橋通・尾頭橋一丁目・尾頭橋二丁目・尾頭橋三丁目・尾頭橋四丁目・川並町・山王二丁目・山王四丁目・幡野町・南八熊町・八熊一丁目・八熊二丁目・八熊三丁目・柳川町の全域および山王三丁目の一部を通学区域として指定している。
また、卒業後の進学先は名古屋市立山王中学校となっている。

## 交通アクセス
- 名古屋市営バス八熊通停留所が最寄りのバス停である[WEB 1]。

### WEB
1. 1 2  名古屋市役所教育委員会事務局総務部企画経理課企画統計係 (2018年9月18日). “中川区の小・中学校一覧”.   名古屋市. 2018年11月14日閲覧。
2. 1 2  “学校紹介”.   名古屋市立八熊小学校. 2018年11月15日閲覧。
3. ↑  名古屋市教育委員会事務局総務部教育環境計画室計画係 (2018年9月1日). “名古屋市立小・中学校の通学区域一覧（中川区）” (PDF).   名古屋市. 2018年11月15日閲覧。
4. ↑  教育委員会事務局総務部教育環境計画室計画係 (2018年4月1日). “名古屋市立中学校区一覧（小→中）” (PDF).   名古屋市. 2018年11月15日閲覧。

### 文献
1. ↑  六三制教育七十周年記念 愛知県小中学校誌 合同記念誌編集特別委員会 2018, p. 225.